# Leo Pavlík
Leo Pavlík, né le 14 novembre 1947, est un pilote automobile tchécoslovaque de rallyes.

## Biographie
Sa carrière en compétition automobile s'étale de 1974 à 1989.
Oldřich Gottfried a été son copilote de 1976 à 1978,  Bořivoj Motl de 1978 à 1980, František Šimek de 1981 à 1984, et Karel Jirátko de 1985 à 1989.
Il a remporté plusieurs victoires dans son championnat national sur Renault 5 Alpine entre 1979 et 1983, puis est resté fidèle à Audi de 1985 à 1989.

## Palmarès

### Titres
- Triple Champion de Tchécoslovaquie des rallyes, en 1986 (sur Audi Quattro A2), puis 1988 et 1989 (sur Audi Coupé Quattro), trois fois avec K.Jirátko;
- Champion de Tchécoslovaquie des rallye en classe A>1300: 1989;

### 2 victoires en championnat d'Europe
- Rallye du Danube: 1982 (Roumanie);
- Rallye de Tchéquie: 1986 (2e en 1987; 3e en 1984, 1988 et 1989);

(nb: il termine dans son pays également 2e des rallyes Škoda en 1979, Tatry en 1982, et de Bohême en 1987, tous côtés alors en ERC)